# 12761 Pauwels
12761 Pauwels (1993 TP38) là một tiểu hành tinh vành đai chính được phát hiện ngày 9 tháng 10 năm 1993 bởi E. W. Elst ở Đài thiên văn Nam Âu.